# وانجينهايميا
وانجينهايميا هو جنس أحادي النمط من النباتات في عائلة العشب. النوع الوحيد المعروف هو وانجينهايميا ليما. 

## الوصف
عشب الزينة السنوي، يحمل رؤوس بذور غير عادية تشبه الريش أو متعرجة على سيقان طويلة سلكية، طوال الصيف. يمكن أن تنمو حتى 60 سنتيمتر (24 بوصة) طويل القامة، بأوراق خضراء طويلة لها ظلال فضية عندما تكون صغيرة.

## التصنيف

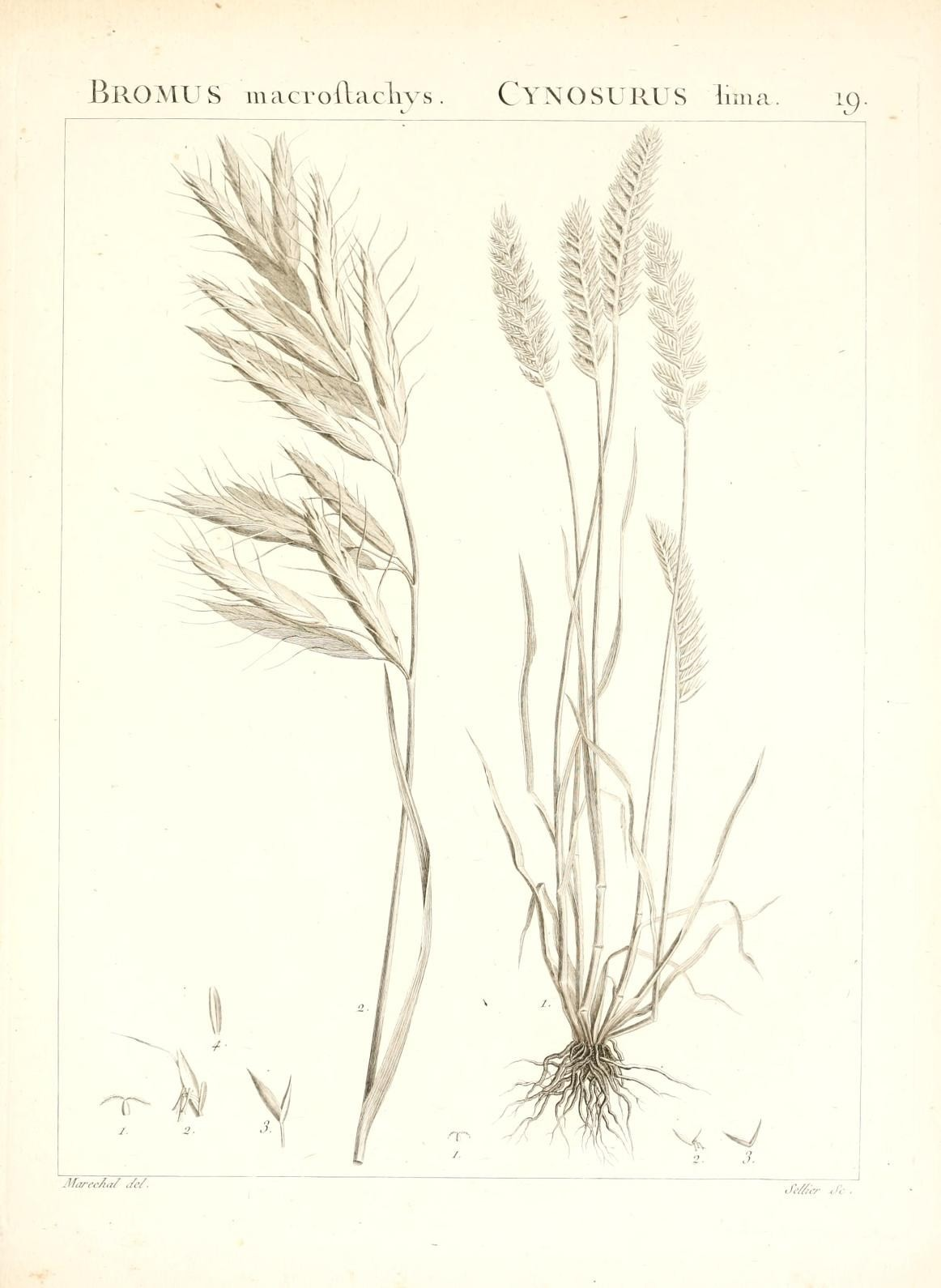
رسم توضيحي لــ «Cynosurus lima» في Flora Atlantica، 1800

تمت تسمية الجنس على اسم عالم النبات البروسي فريدريش آدم جوليوس فون فانجينهايم (1749–1800). يشير لقب ليما إلى اسم لاتيني، وغالبًا ما يشير إلى سطح خشن. تم وصف وانجينهايميا ونشرها لأول مرة في ميثودس (بالإنجليزية: Methodus)‏ على الصفحة 200 في عام 1794. تم نشر النوع لأول مرة في فاند (بالإنجليزية: Fund)‏ في الصفحة 132 عام 1820. لم يتم التعرف على الجنس من قبل وزارة الزراعة الأمريكيّة وخدمة البحوث الزراعية، حيث تم إدراجه كمرادف فستوكة (بالإنجليزية: Festuca)‏ ولم يتم سرد أي أنواع معروفة.

## التوزيع
موطنها الأصلي إسبانيا والبرتغال (في أوروبا) والمغرب والجزائر وتونس (في شمال إفريقيا).   توجد في الأراضي العشبية،  على ارتفاع 500 متر (1,600 قدم) فوق مستوى سطح البحر.

## الزراعة
تمت زراعته تحت اسم وانجينهايميا واسم لوكا فولكان، وأسماء أخرى من قبيل Wangenheimia lima "Vulcan"،  أو Wangenheimia lima "Vulcan" و "Vulcan Grass". 